# Proces umierania w teorii wadżrajany
Ten artykuł opisuje teorie, metody lub czynności niezgodne ze współczesną wiedzą medyczną.
Proces umierania w teorii wadżrajany – kompleksowy opis etapów naturalnej śmierci fizjologicznej, zawierający m.in. zmiany w ciele, zmiany odczuć, zmiany zdolności zmysłowych i zmiany subtelnych stanów świadomości. Pochodzi z soteriologicznych nauk wadżrajany w buddyzmie tybetańskim, związanych z tantrami jogi najwyższej, mahamudrą i dzogczen.

## Znaczenie
W buddyzmie śmierć nie jest traktowana jako ostateczny koniec istnienia, ale jako ogniwo łączące kolejne odrodzenia w Sansarze w dwunastu ogniwach współzależnego powstawania, aż do osiągnięcia wyzwolenia, tzn. nirwany. Według nauk wadżrajany każda czująca istota w czasie śmierci doświadcza podobnego procesu utraty mocy nad ciałem, uczuć, zdolności zmysłowych i subtelnych stanów świadomości. W procesie tym można wyodrębnić następujących kolejno po sobie 8 etapów opisanych poniżej. Tantry nauczają, jak bardzo ważne jest zapoznanie się z tym procesem, gdyż każdy będzie musiał doświadczać go w czasie własnego umierania (naturalnej śmierci fizjologicznej), choć niezwykle trudno będzie utrzymać uważność. Mistrzowie buddyzmu tybetańskiego poprzez zrealizowanie w ciągu życia nauk związanych z tantrami, mahamudrą lub dzogczen w pełni rozpoznają wszystkie etapy procesu umierania, a w czasie śmierci przebywają w stanie natury umysłu „Przejrzyste Światło” osiągając wyzwolenie  . Natomiast nierozpoznawanie owych etapów (w szczególności stanu „Przejrzystego Światła”), prowadzi do stanu pośredniego bardo i kolejnego odrodzenia (tj. stanu cierpień sansarycznych, np. jako człowiek lub zwierzę), które nastąpi po nim.

## 8 etapów procesu umierania (8 wewnętrznych doświadczeń, w tym 4 rodzaje doznań „pustości”)
1. zjawisko mirażu, element ziemi zanika ukazując element wody
2. zjawisko kłębów dymu, element wody zanika ukazując element ognia
3. zjawisko latających iskier, element ognia zanika ukazując element wiatru
4. zjawisko płomienia lampki, element wiatru zanika ukazując świadomość
5. zjawisko światła księżyca, świadomość zanika ukazując (1) doświadczanie ukazania białości
6. zjawisko światła słońca, doświadczanie białości zanika ukazując (2) doświadczanie wzrostu czerwoności
7. zjawisko ciemności, doświadczanie wzrostu czerwoności zanika ukazując doświadczanie (3) niemal osiągnięcia ciemności
8. zjawisko przejrzystego jesiennego nieba, doświadczanie niemal osiągnięcia ciemności zanika ukazując doświadczanie (4) przejrzystego światła[6][7]

## Szczegółowy opis doświadczeń w czasie własnego umierania
- zjawisko mirażu
  - doświadczanie utraty mocy nad ciałem
  - poczucie jakby miażdżenia i zapadania ciała w podłogę (element ziemi)
  - nie można zamknąć oczu i widzenie jest niejasne, pociemnione (zdolność wzroku)
  - wizja jakby fatamorgany wody na pustyni, gdy ciepło unosi się wokół nas

- zjawisko kłębów dymu
  - doświadczanie utraty uczuć (bólu, przyjemności lub bycia obojętnym) niczym jak się zasypia
  - płyny ciała takie jak ślina, pot, łzy... wysychają (element wody)
  - poczucie pomieszania myśli i rozdrażnienia, nie słyszy się dźwięków z zewnątrz bądź wewnątrz uszu (zdolność słuchu)
  - wizja jakby kłębów dymu wokół nas z komina

- zjawisko migocących ogników iskier
  - doświadczanie utraty rozróżniania i poznawania ludzi, imion, miejsca czy rzeczy
  - poczucie jakby utraty siły by jeść, pić oraz ciepła ciała (element ognia)
  - oddychanie słabnie, przy czym wdech się skraca, a wydech wydłuża i jest lodowaty, nie można doświadczać zapachów (zdolność węchu)
  - wizja jakby wielu migocących iskier ognia na tle ciemności wokół nas niczym by ktoś przed chwilą rzucił drewno w żar ogniska

- zjawisko płomienia lampki
  - doświadczanie utraty mentalnych mocy i woli, by się skupić, rozpoznawać cel lub konsekwencje, oszołomienie, halucynacje i zdezorientowanie, aż do braku kontaktu z otoczeniem
  - ustanie oddychania, pogrubia się język i ciemnieje, oczy wywracają się ku górze, subtelne niewidoczne wiatry ciała opuszczają miejsca swych funkcji i rozpuszczają się w niezniszczalnej esencji w okolicy serca (element wiatru)
  - nie można odczuwać smaków i dotyku (zdolność smaku i wrażeń dotykowych)
  - wizja jakby gasnącego płomienia lampki lub pochodni z czerwoną poświatą

- zjawisko bieli od księżyca oraz pozostałe zjawiska (czerwoności, czerni-nicości, przejrzystego światła), gdzie ustaje doświadczanie konceptualne (element świadomości)
  - zjawisko bieli od księżyca jakby na czystym błękitnym jesiennym niebie, gdzie doznaje się klarowności podczas zaniku 33 stanów konceptualnych związanych szczególnie z wytwarzaniem gniewu (subtelne elementy białych esencji opadają do subtelnego centralnego kanału usytuowanego wzdłuż ciała)
  - zjawisko czerwoności od słońca jakby płonącego na czystym niebie, gdzie doznaje się błogości podczas zaniku 40 stanów konceptualnych związanej szczególnie z wytwarzaniem pożądania (subtelne elementy czerwonych esencji unoszą się do subtelnego centralnego kanału w ciele)
  - zjawisko czerni-nicości jakby zatracenia się w absolutnej ciemności, jak gdyby niebo i ziemia się spotkały, brak obecności, gdzie doznaje się braku procesu myślowego, stanu wolnego od konceptualności, po zaniku 7 stanów konceptualnych szczególnie związanych z wytwarzaniem niewiedzy (subtelne esencje biała od góry i czerwona od dołu spotykają się w kanale centralnym na poziomie serca zamykając w sobie najsubtelniejszy wiatr/umysł)
  - zjawisko przejrzystego jesiennego nieba, jakby znów było światło wszędzie niczym czyste błękitne jesienne niebo, niezmierzona przestrzeń, przejrzysty bezmiar bez żadnych punktów odniesienia, gdzie znowu jest obecność, ale poza wszelkimi stanami konceptualnymi (biała i czerwona subtelna esencja przechodzi i opuszcza kanał centralny poza ciało, odpowiednio dołem w intymnym miejscu i górą nozdrzami, uwolniony tak najsubtelniejszy wiatr/umysł opuszcza zwłoki i przez moment jest wolny w stanie Przejrzyste Światło, jednak jeśli go się nie rozpozna, to zaczyna się doświadczać stanu pośredniego bardo).

Z chwilą doświadczenia zjawiska bieli od księżyca, dalszy proces przebiegu śmierci nie jest znany zachodniej nauce (niewidoczny system subtelnych kanałów, wiatrów i esencji według praktyki buddyjskich tantr...), a doświadczanie jest poza zwykłym doczesnym doznawaniem, jest się natomiast całkowicie obecnym w subtelnych wewnętrznych poziomach umysłu (4 doznaniach „pustości”), aż do ostatecznie obecnego zwieńczającego wszystko umysłu Przejrzyste Światło, nieograniczonego niczym przestrzeń i naturalnie wolnego od dualizmu „ja – inne” i konceptualności. Nierozpoznawanie wówczas 4 doznań pustości, a w szczególności stanu Przejrzystego Światła jako natury umysłu i rzeczywistości siunjata (odpowiadającego dharmakai), prowadzi do stanu pośredniego bardo i kolejnego odrodzenia (w Sansarze, np. jako człowiek lub zwierzę), które nastąpi po nim.

## Nauki dzogczen o stanie rigpy w czasie procesu umierania
W odróżnieniu od procesu umierania opisywanego w ogólnej teorii wadżrajany terminologia dzogczen z nintik (Wylie: snying thig) wyróżnia również dodatkowy stan bardo zwany bardo dharmaty (Wylie: chos nyid bar do); chodzi o pierwszy, świetlisty stan bardo pomiędzy śmiercią a następnym odrodzeniem. Źródłem tych nauk jest m.in. tantra dzogczen „Zjednoczenie Słońca z Księżycem”. Stan bardo dharmaty występuje natychmiast po ostatnim zjawisku przejrzystego jesiennego nieba i ustaje przed stanem pośmiertnym bardo, zwanym stanem bardo "stawania się" (Wylie: srid pa bar do), więcej czytaj art. sześć stanów bardo. Kluczowym terminem jest rigpa, „pierwotna obecność”, która ujawnia się po “przedarciu się” (Wylie: khregs chod) poza Umysł (Wylie: sems) w czasie „samowyzwolenia się” w „pierwotnej czystości” (Wylie: ka dak) pod koniec procesu umierania, lub w czasie „spontanicznego urzeczywistnienia” (Wylie: lhun grub) zjawisk stanu bardo dharmaty natychmiast po procesie umierania.
Zgodnie z procesem reinkarnacji według dwunastu ogniw współzależnego powstawania, każda czująca istota zanim narodzi się w świecie cierpień sansarycznych musi najpierw ulec niewiedzy w czasie śmierci poprzedniego życia oraz w czasie stanu pośredniego bardo przed narodzinami. Według dzogczen niewiedza to marigpa – brak wyzwolenia, która uniemożliwia rozpoznanie pierwotnej czystości (Wylie: ka dak) w czasie śmierci lub rozpoznanie spontanicznego urzeczywistnienia (Wylie: lhun grub) zjawisk stanu bardo dharmaty.
Dzieli się tu na następujące etapy, które jeżeli się rozpozna, prowadzą do wyzwolenia:
1. Przestrzeń przechodzi w Przejrzyste Światło (Wylie: nam mkha’ 'od gsal la thim pa). Przestrzeń to stan uwolnienia po zjawiskach (z ogólnej teorii) zanikania świadomości Umysłu (Wylie: sems) (tzn. bieli, czerwoności, czerni-nicości)[11], a Przejrzyste Światło jest już pierwszą fazą bardo dharmaty;
2. Przejrzyste Światło przechodzi w Zjednoczenie, tj. drugą fazę bardo dharmaty (Wylie: 'od gsal zung 'jug la thim pa);
3. Zjednoczenie przechodzi w Pierwotną Mądrość, tj. trzecią fazę bardo dharmaty (Wylie: zung 'jug ye shes la thim pa);
4. Pierwotna Mądrość przechodzi w Spontaniczną Obecność, tj. czwartą fazę bardo dharmaty (Wylie: ye shes lhun grub la thim pa).

Dopiero po owych nierozpoznaniach manifestuje się stopniowo Umysł (Wylie: sems), który zaczyna doświadczać zjawisk jako dualistycznie oddzielonych od niego, a w wyniku tego Umysłu następuje przekształcenie się zjawisk z bardo dharmaty (Wylie: chos nyid bar do) w sansaryczne formy pięciu żywiołów (przestrzeni, wiatru, ognia, wody, ziemi) w czasie drugiego bardo „stawania się” (Wylie: srid pa bar do), aż do odrodzenia po stanie bardo w świecie, a po odrodzeniu życie w świecie dualności „ja – inne” i konceptualności, kiedy aktywny jest Umysł. Tybetańska Księga Umarłych opisuje, że niezwykle trudno być obecnym w pierwszym świetlistym bardo dharmaty (Wylie: chos nyid bar do), gdzie manifestuje się naturalnie całe bogactwo oświecenia (np. mandale z postaciami buddów), gdyż nawykowo następuje owe nierozpoznanie, przekształcenie zjawisk i przechodzi się natychmiast do drugiego stanu bardo (Wylie: srid pa bar do) w celu odrodzenia się po nim w świecie. „Przedarcie się” (Wylie: khregs chod) do stanu rigpy w praktyce dzogczen za życia jest kluczowe, w celu osiągnięcia oświecenia według buddyzmu (stanu pierwotnego buddy) wykraczającego poza doświadczenia cierpień Sansary. Wiele pozycji źródłowych, jak i udokumentowanych relacji, przytacza przykłady znaków wskazujących na całkowite zrealizowanie nauk takich jak trekciö (Wylie: khregs chod). Mistrzowie historyczni, jak i współcześni, podczas naturalnego procesu umierania przed zrealizowaniem „stanu buddy Samantabhadry” manifestują tzw. tęczowe ciało (Wylie: ‘ja lus), tj. osoby takie umierają pośród świateł tęcz (w stanie trekciö) aż ciała ich znikają pozostawiając po sobie jedynie włosy i paznokcie.

## Szczegółowy opis doświadczeń w bardo dharmaty
Współczesny mistrz dzogczen Sogjal Rinpocze w swojej „Tybetańskiej księdze życia i umierania” opisuje:

„Pojawienie się Jasności Podstawy (tj. przejrzystej Przestrzeni, Wylie: nam mkha’, pod koniec procesu umierania) jest jak przejrzystość nieba przed świtem... teraz, stopniowo, zaczyna się wyłaniać w całym przepychu „słońce” dharmaty, oświetlając kontury pejzażu... „Spontanicznie urzeczywistnia się”, wybuchając energią i światłem, naturalna promienność rigpy. W rzeczywistości zachodzi tu proces odsłonięcia, podczas którego stopniowo ujawnia się Umysł. Wiele dają tu do myślenia odkrycia współczesnej fizyki, według której materia jawi się jako ocean energii i światła... wszelka materia to kondensacja światła... stwierdza David Bohm.
Bardo dharmaty ma cztery fazy; każda z nich ma szansę na osiągnięcie wyzwolenia. Muszę podkreślić, że słowa dają jedynie konceptualny obraz. Zjawiska bardo dharmaty pozostaną jedynie wyobrażeniami, dopóki adept (dzogczen) nie osiągnie rezultatów praktyki tögal (tj. realizując tzw. Cztery Wizje, Wylie: snang ba bzhi):
1. Świetlistość (Wylie: 'od gsal) – pejzaż światła... gdy Przestrzeń (Wylie: nam mkha’) rozpuszcza się w światłość... we wszechprzenikającym pejzażu światła – olśniewająca czystym i promieniującym, wielobarwnym... w ciągłym ruchu.
2. Zjednoczenie (Wylie: zung 'jug) – „bóstwa”... jeżeli nie rozpoznaliście (pierwszej fazy) „spontanicznego urzeczywistnienia” rigpy, promienie światła i kolory zaczną łączyć się i zlewać w punkty lub kule światła różnej wielkości (tyb. tikle). Wewnątrz nich pojawiają się „mandale łagodnych i gniewnych bóstw” jako olbrzymie, kuliste skupiska światła, które zdają się zajmować całą przestrzeń... Wizje te odbierane są wszystkimi zmysłami, są tak intensywne, że jeśli nie rozpoznacie w nich tego czym są (ich „spontanicznego urzeczywistnienia” poza dualizmem, w jedności doświadczeń i doświadczającego, Wylie: lhun grub) „śmiertelnie” was przerażą. Owładnięci strachem i paniką, stracicie przytomność.
3. Mądrość (Wylie: ye shes)... rozpuszczenie się jedności w mądrość. Z twego serca płynie kolejny snop światła. Jest to manifestacja różnych aspektów mądrości, które ukazują się w grze rozpostartych kobierców światła i oślepiająco jasnych, kulistych tikle. Jeżeli nie osiągnięcie tu wyzwolenia, spoczywając bez rozproszenia w naturze umysłu, kobierce światła i tikle, a wraz z nimi wasza rigpa, roztopią się w promieniującej kuli światła, która przypomina baldachim z pawich piór.
4. Spontaniczna obecność (Wylie: lhun grub)... rozpuszczenie się mądrości w spontaniczną obecność. Teraz w oszałamiającym spektaklu, manifestuje się cała rzeczywistość. Pojawiają się łagodne i gniewne „bóstwa”, potem czyste krainy buddów i poniżej sześć światów sansarycznego istnienia. Bezmiar owej wizji przekracza wszelkie zwyczajne wyobrażenia. Przedstawiają się wszystkie możliwości: od mądrości i wyzwolenia po pomieszanie i odrodzenie (w Sansarze). W jednej chwili przypomnicie sobie wszystkie nauki, jakie kiedykolwiek otrzymaliście, w waszych umysłach obudzą się nawet nauki, o których nigdy nie słyszeliście, a potem cała wizja roztopi się w swej pierwotnej esencji w czasie „samowyzwolenia się” w „pierwotnej czystości” (Wylie: ka dak), jak namiot padający po przecięciu podtrzymujących go linek (według nauk dzogczen istnieje osiem sposobów manifestowania się spontanicznego urzeczywistnienia, Wylie: lhun grub, w nirwanie, lub w Sansarze).

Tybetańska Księga Umarłych dzieli owe doświadczenia bardo dharmaty na dni... poza ograniczeniami czasu i przestrzeni. Bez stabilności w praktyce tögal, Wylie: thod rgal, dni te mogą być nieprawdopodobnie krótkie. Łagodne i gniewne „bóstwa” znikną tak szybko, że nawet nie zauważymy, iż się pojawiły. Nawykowo następuje nierozpoznanie, przekształcenie zjawisk i przechodzi się natychmiast do drugiego stanu bardo „stawania się”, Wylie: srid pa bar do, w celu narodzenia się po nim w świecie, np. aby świadomość „umiejscowiła się” w łonie przyszłej matki i nastąpiły kolejne narodziny reinkarnacja jako człowiek lub zwierzę. Więcej czytaj artykuł: bardo (stan).

{{Cytat}} Brakujące pola: treść. Przestarzałe pola: 1.